# Aitor Fernández
Aitor Fernández (ur. 13 sierpnia 1991) – hiszpański lekkoatleta specjalizujący się w biegach długich.
W 2009 zdobył brąz w biegu na 5000 metrów podczas mistrzostw Europy juniorów. Rok później był dwunasty na juniorskich mistrzostwach świata. Dziewiętnasty zawodnik młodzieżowego czempionatu Europy (2011). W 2013 stanął na najniższym stopniu podium młodzieżowych mistrzostw Starego Kontynentu w Tampere.
Wielokrotny uczestnik mistrzostw Europy w biegach przełajowych. Ma w swoim dorobku srebrny medal w drużynie młodzieżowców (2012).

## Osiągnięcia
| Rok  | Impreza                                   | Miejsce   | Konkurencja           | Pozycja     | Wynik    |
| ---- | ----------------------------------------- | --------- | --------------------- | ----------- | -------- |
| 2009 | Mistrzostwa Świata w biegach przełajowych | Amman     | bieg juniorów         | 78. miejsce | 26:46    |
| 2009 | Mistrzostwa Europy juniorów               | Nowy Sad  | bieg na 5000 metrów   | 3. miejsce  | 14:20,14 |
| 2009 | Mistrzostwa Europy w biegach przełajowych | Dublin    | bieg juniorów         | 36. miejsce | 19:36    |
| 2010 | Mistrzostwa Świata w biegach przełajowych | Bydgoszcz | bieg juniorów         | 56. miejsce | 24:40    |
| 2010 | Mistrzostwa świata juniorów               | Moncton   | bieg na 5000 metrów   | 12. miejsce | 14:31,70 |
| 2010 | Mistrzostwa Europy w biegach przełajowych | Albufeira | bieg juniorów         | 33. miejsce | 18:55    |
| 2011 | Młodzieżowe mistrzostwa Europy            | Ostrawa   | bieg na 10 000 metrów | 19. miejsce | 30:51,81 |
| 2011 | Mistrzostwa Europy w biegach przełajowych | Velenje   | bieg młodzieżowców    | 25. miejsce | 24:17    |
| 2012 | Mistrzostwa Europy w biegach przełajowych | Bukareszt | bieg młodzieżowców    | 29. miejsce | 25:29    |
| 2012 | Mistrzostwa Europy w biegach przełajowych | Bukareszt | drużyna młodzieżowców | 2. miejsce  |          |
| 2013 | Młodzieżowe mistrzostwa Europy            | Tampere   | bieg na 5000 metrów   | 3. miejsce  | 14:20,65 |
| 2013 | Mistrzostwa Europy w biegach przełajowych | Belgrad   | bieg młodzieżowców    | 22. miejsce | 24:42    |

## Rekordy życiowe
- bieg na 3000 metrów (stadion) – 7:57,74 (2015)
- Bieg na 3000 metrów (hala) – 8:03.7h (2015)
- bieg na 5000 metrów – 13:33,08 (2015)
- Bieg na 10 000 metrów – 29:26,0h (2011)